# 이상범 (화가)
이상범(李象範, 1897년 9월 21일~1972년 5월 14일)은 대한민국의 화가이다. 아호는 청전(靑田)이다. 김은호와 함께 대한민국 동양화 분야의 토대를 닦은 거장이다. 청전(靑田)은 그의 스승 안중식이 자신의 호 심전(心田)을 따 청년 심전이라는 뜻으로 지어준 것이다.

## 생애
생애
충청남도 공주 출신이다. 일제강점기인 1914년에서 1918년까지 옛 조선 왕가에 부설된 미술 교육 기관인 조선서화미술회 강습소에서 미술을 공부했다. 안중식과 조석진에게 사사하고 1918년 서화미술회를 졸업한 뒤 동양화가로 활동했다. 1919년에서 1945년까지 서화협회 회원이었고, 1925년부터 조선미술전람회에서 10회 연속 특선을 차지할 만큼 실력을 인정받았다.
1931년 제10회 조선전람회에서는 창덕궁상(昌德宮賞)을 수상하였으며, 1935년에는 조선전람회 추천작가가 되었다. 1933년에서 1945년에는 ‘청전화숙(靑田畵塾)’을 설립하여 후진 양성에 힘썼다. 1927년에서 1937년까지 동아일보 미술기자로 활동하기도 했다.
광복 후 조선미술협회에 참여해 우익 미술인으로 활동했으며, 1949년에서 1961년까지 홍익대학교 교수를 지내면서 동양화단에 많은 영향을 미쳤다.
1949년에 국전 추천작가가 되었고, 1953년에서 1960년까지 국전 심사위원을 역임했다. 1954년 대한민국 예술원 회원이 되었고, 1957년 예술원상(예술 공로상)을 수상하였다. 1962년에는 문화훈장(대통령상)을 받았다. 1963년에는 3·1문화상을 수상했다.
화풍

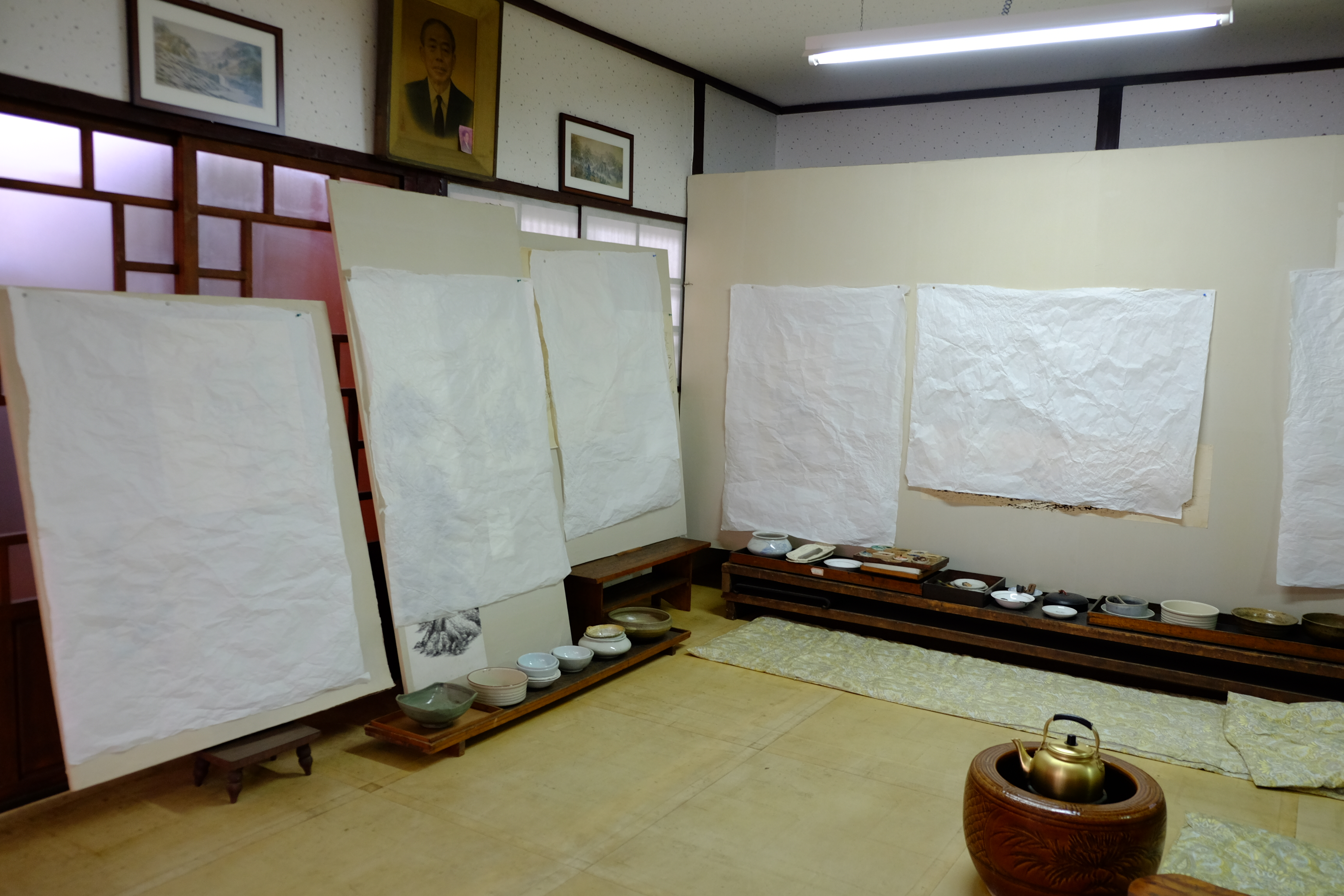
이상범의 화실 (서울시 누하동)

그는 한국의 새로운 남종화의 방향을 개척한 화가로 평가되기도 한다. 초기 화풍은 안중식의 산수화 중 남북종을 절충한 형태와 유사했으나, 차츰 독특한 구도를 선보이는 등 독자적인 세계로 진입했다. 흔히 고요한 향토색을 드러내는 작품이라고 표현하며, 변관식과 함께 한국적인 산수화를 개척한 것으로 평가받는다. 그러나 황량한 분위기나 짧은 붓질이 일본의 남화풍과 유사하다는 지적도 있다.
항일과 친일 논란
동아일보에서 삽화를 그리는 미술 담당 기자로 근무하던 1936년, 일장기 말소 사건에 연루되어 고초를 겪었다. 그는 이길용의 일장기 말소 제안에 동조하여 손기정의 사진에서 일장기를 처음 삭제한 사람으로 알려져 있다.
일제강점기 말기에 조선미술가협회 일본화부에 가담하고, 반도총후미술전람회 심사위원을 지내는 등 국방헌금을 모금하기 위한 국책 기획전에 참가하여 친일 행위를 한 바 있다. 《매일신보》에 징병제 실시를 축하하며 기고한 삽화 〈나팔수〉 등 친일 작품도 남아 있다.
2008년 민족문제연구소가 친일인명사전에 수록하기 위해 정리한 친일인명사전 수록예정자 명단 미술 부문에 월북 화가인 장남 이건영과 함께 선정되었다.

## 같이 보기
- 이상범 가옥
- 조선미술가협회
- 이건영

## 참고자료
- 반민족문제연구소 (1994년 3월 1일). 〈이상범 : 거장의 향토색에 가려진 친일행적 (이태호)〉. 《청산하지 못한 역사 1》. 서울: 청년사. ISBN 9788972783121.
- 정민영 (2007년 7월 12일). “[정민영의 그림으로 배우는 자기계발 전략] 이상범 ‘산가모연’”. 파이낸셜뉴스. 2008년 4월 17일에 원본 문서에서 보존된 문서. 2008년 6월 4일에 확인함. |제목=에 지움 문자가 있음(위치 1) (도움말)